# Niceland
Niceland fue un grupo musical islandés de heavy metal formado en 1983.

## Historia
Comenzó en 1982 cuando el vocalista del grupo Killing Joke, Jaz Coleman, se mudó a Islandia junto a su guitarrista Gordie por su temor de que el fin del mundo se avecinaba. Allí trabajaron con varias bandas islandesas, pero sobre todo con Þeyr, uno de los grupos más importantes del momento. El bajista de la banda Youth, también se mudó a Islandia, para retornar a Inglaterra después de que las predicciones de Jaz Coleman sobre el futuro de la Tierra fallaran y formó el grupo Brilliant con Ferguson, pero éste abandonó el grupo brevemente después de su formación y se fue a Islandia para unirse a Coleman con el nuevo bajista de Killing Joke, Paul Raven y más tarde el grupo volvió a Inglaterra.
Una vez instalado en Islandia, Coleman se unió a Þeyr y crearon un grupo originalmente llamado Iceland, pero más tarde denominado Niceland por el guitarrista de Þeyr Guðlaugur Kristinn Óttarsson, sin la participación del otro guitarrista de Þeyr, Þorsteinn Magnússon. Después de ensayar por algunas semanas, Niceland se presentó para grabar 5 canciones en 1983, de las cuales dos no se completaron; las tres canciones grabadas fueron: “Guess Again”, “Catalyst” y “Take What’s Mine”. Estas nunca fueron lanzadas oficialmente y permanecen como inéditas hasta el presente.

## Miembros
- Jaz Coleman - Vocalista
- Guðlaugur Kristinn Óttarsson - Guitarra
- Magnús Guðmundsson - Guitarra
- Hilmar Örn Agnarsson - Bajo
- Sigtryggur Baldursson - Batería

## Discografía

### Sencillos
- “Guess Again”
- “Catalyst”
- “Take What’s Mine”